# Andrzej Korski
Andrzej Korski (ur. 1 grudnia 1954 w Przedczu) – polski polityk, inżynier, były wojewoda lubuski.

## Życiorys
Ukończył w 1978 studia na Wydziale Mechanicznym Politechniki Poznańskiej. Podjął pracę w Zakładach Mechanicznych „Ursus”. Od 1982 do 1994 był wiceprezesem i następnie prezesem zarządu spółdzielni mieszkaniowej w Gorzowie Wielkopolskim.
Od 1994 zajmował stanowisko zastępcy prezydenta tego miasta. W latach 2001–2004 sprawował urząd wojewody lubuskiego.